# Enneapterygius sheni
Enneapterygius sheni is een straalvinnige vissensoort uit de familie van de drievinslijmvissen (Tripterygiidae). De wetenschappelijke naam van de soort is voor het eerst geldig gepubliceerd in 2008 door Chiang & Chen.